# 陳大器
陳大器（1491年—？），字國成，號石塘，廣東潮州府潮陽縣人，民籍，明朝政治人物。

## 生平
正德十一年（1516年）丙子科廣東鄉試第二名舉人，十二年（1517年）中式丁丑科會試第八十七名，三甲第一百二十九名進士。禮部觀政，授浙江東陽縣知縣，嘉靖四年（1525年）十月選授河南道監察御史，巡按廣西，九年（1530年）七月被錦衣衛千戶陳紀彈劾，上命陳紀與陳大器皆回籍聽勘。

## 家族
曾祖陳維；祖父陳牡；父陳天錫，母蕭氏。嚴侍下。弟陳大猷、陳大棐、陳大謨、陳大訓。